# Spherillo agataensis
Spherillo agataensis är en kräftdjursart som beskrevs av Nunomura 1991. Spherillo agataensis ingår i släktet Spherillo och familjen Armadillidae. Inga underarter finns listade i Catalogue of Life.